# Nuova fissa
Nuova fissa è un singolo del cantante Frah Quintale pubblicato il 10 giugno 2022, come unico estratto dell'EP Storia breve.

## Video musicale
Il video musicale, diretto da Marco Jeannin, è stato pubblicato il 16 giugno 2022 sul canale YouTube di Undamento.